# كريستيان مونتيس
كريستيان مونتيس ( في راوزان) (بالفرنسية: Christian Montes)‏ لاعب ومدرب كرة قدم فرنسي معتزل كان يجيد اللعب في مركز حارس مرمى .
لعب في أندية مونبلييه ، بوردو ، تشيربورغ ، بوردو مجددا ، وموناكو .
تولى تدريب نادي بوردو من 1976 إلى 1978 .

## وصلات خارجية
- كريستيان مونتيس على موقع قاعدة بيانات كرة القدم.إي يو (الإنجليزية)